# Ecem Alıcı
Ecem Alıcı est une joueuse de volley-ball turque née le 1er janvier 1994 à Ankara. Elle mesure 1,81 m et joue au poste de réceptionneuse-attaquante. 

## Clubs
| Club                 | De        | À         |
| -------------------- | --------- | --------- |
| Türk Telekom Ankara  | 2004-2005 | 2008-2009 |
| TVF Spor Lisesi      | 2009-2010 | 2010-2011 |
| Galatasaray İstanbul | 2011-2012 | 2012-2013 |
| Çanakkale Belediye   | 2013-2014 | 2013-2014 |
| Maltepe Yalı Spor    | 2014-2015 | 2014-2015 |
| Galatasaray İstanbul | 2015-2016 | 2015-2016 |
| Bolu Belediyespor    | 2016-2017 | 2016-2017 |
| Balıkesir BBSK       | 2017-2018 | 2017-2018 |
| Aydın BBSK           | 2018-2019 | …         |

## Palmarès

### Équipe nationale
- Championnat d'Europe des moins de 18 ans
  - Vainqueur : 2011.
- Championnat du monde des moins de 18 ans
  - Vainqueur : 2011[3]
- Championnat d'Europe des moins de 20 ans
  - Vainqueur : 2012.

### Clubs
- Coupe de la CEV
  - Finaliste :2012, 2016.
- Challenge Cup
  - Finaliste : 2019.
- Coupe de Turquie
  - Finaliste :2012.
- Supercoupe de Turquie
  - Finaliste: 2012.